# Clase B (1922)
La Clase B de submarinos compuesta de 6 unidades fueron  construidos por la Sociedad Española de Construcción Naval (SECN) en Cartagena, España, para la Armada Española y estaban basados en la Clase F-105 de la Electric Boat Company patente Holland.

## El buque

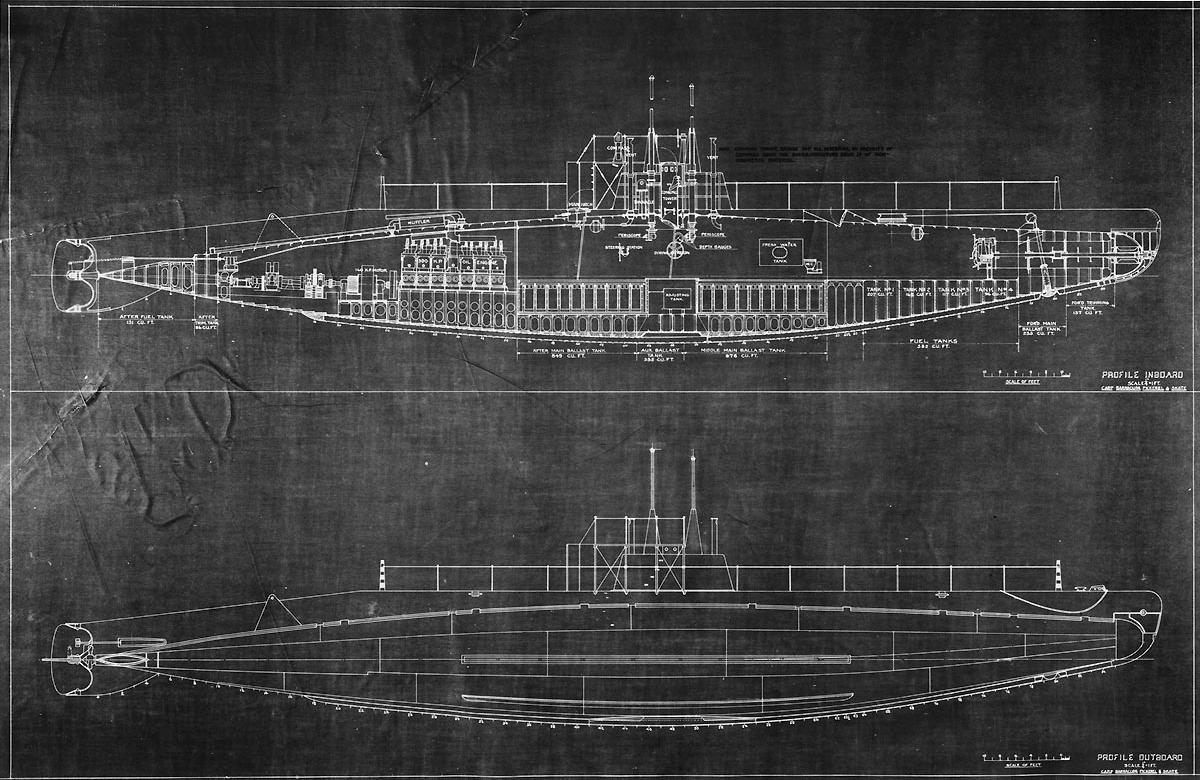
Esquema submarino Holland clase F.

Su máxima cota de inmersión era de 60 m gracias a su triple casco.
- Casco ordinario sencillo
- Casco fuerte o resistente
- Casco doble

El casco resistente o interior era por lo general de sección circular y podía soportar altas presiones exteriores. En cuanto al casco exterior, era de construcción ligera, pero dispuesto para recibir alta presión exterior, de tal modo que los tanques podían achicarse a 30 m de profundidad.
El mecanismo para maniobrar el timón vertical estaba instalado a popa y era de tope compensado. Estaba construido en acero fundido de clase especial y tenía un área total de 4,94 m².
El aparato de buceo del buque se componía de dos timones equilibrados de buceo a popa y de dos timones equilibrados de buceo abatibles a proa.
Los aparatos de buceo de proa y popa eran totalmente independientes y se maniobraban por distintas personas. Podía pasarse rápidamente de gobierno eléctrico a manual y viceversa.

### Equipamiento

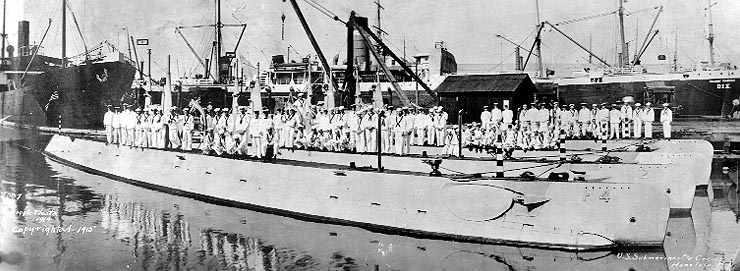
Submarinos tipo F de la US Navy, 1914

- Aguja magnética:

Vichie Sous Boston, instalada en el puente y encerrada en una vitrina estanca.
- Aguja giroscópica:

Sperry Gyroscope Company Mark II, Mod. 6, tenía un regulador de voltaje y tres repetidores.
- Periscopios:

Los dos periscopios de la firma Kelmorgen Optical de 74 y 86 cm estaban situados en la cámara de mando y eran capaces de dar una visión continua de todo el horizonte. Ambos periscopios eran del tipo giratorio y estaban accionados por mecanismo a mano. Los aumentos eran en el de popa de 1,25 y 5 siendo este el más alto, estando provisto de un telémetro Zeiss para el lanzamiento de torpedos. El de proa tenía sólo el de 1,25, siendo éste de proa el que llevaba visión cenital. Estos periscopios resultaban inservibles por la noche, dada su escasa luminosidad, hasta el extremo de no poder verse las luces de tierra o de otro barco a más de 300 m.
- Sonda acústica:

Una, instalada en 1929.
- Corredera:

En 1931 se les instaló la corredera Forbes en el tanque de combustible n.º 5 por la S.E.C.N. Tenía un totalizador y dos instantáneos; el primero iba instalado en la cámara de acumuladores de popa, sobre la aguja giroscópica. El instantáneo de pequeña velocidad se hallaba en la cámara de mando, entre los manómetros de profundidad, y el de gran velocidad iba instalado en la torreta.
- Anclas:

Estaba dotado de dos anclas de 450 kg y un cable para remolque de 16 m de acero galvanizado. Para amarre a boya llevaba dos coderas también de acero galvanizado de 25 m de longitud cada una, así como un cabestrante eléctrico, con mecanismo para maniobrar a mano en la cubierta de proa.
- Propulsión:

Tenía dos hélices de tres palas de bronce al manganeso de tres palas ajustables con un diámetro de 622", que giraban hacia fuera según la marcha avente, es decir, la de babor levógira y la estribor dextrógira, girando a 367 rpm a la velocidad máxima de 15 nudos.
- Combustible:

El consumo de combustible en 24 horas era de 5232 kg a 320 rpm y 2016 kg a 250 rpm con un solo motor.
Su capacidad total de combustible era de 51 129 l, que se redujo tras la instalación de la corredera en 1931 a 50 186 L. Existía la posibilidad de usar como tanque de combustible el lastre núm. 2, en cuyo caso podía transportar hasta 81 196 l de gasoil.
- Lubricante:

La capacidad del tanque principal de aceite de lubricación era de 5180 L. La del tanque de retorno era de 1885 l.

## Historial
En 1917 la Empresa S.E.C.N. (Sociedad Española de Construcción Naval, después Bazán, Izar y Navantia) comenzó la construcción de seis unidades modificadas de la serie estadounidense Holland F-105, con licencia de la Electric Boat & Co, con un coste unitario de 3 800 000 pesetas, autorizados por la Ley Miranda.
Estas unidades no recibieron más nombre que la identificación de su torreta, y sus comandantes, hasta el inicio de la guerra civil, tenían la categoría de teniente de navío.
De los seis clase B, cuatro pasaron destinados a la Base Naval de la Graña (Ferrol) y los otros dos quedaron en la Base de Cartagena.
Los B-1 y B-3 participaron activamente en la guerra del Rif, tomando parte el primero en la evacuación del personal civil del Peñón de Vélez de la Gomera y ambos en el abastecimiento de agua al Peñón de Alhucemas, ambas acciones bajo fuego enemigo.
Los seis submarinos quedaron en el bando gubernamental durante la Guerra Civil, al igual que los seis submarinos de la Clase C.
Al terminar la Guerra Civil, de los seis submarinos de la clase B, cuatro permanecían semihundidos en la base de Cartagena. Fueron reflotados, aunque debido a sus graves averías (dos de ellos, incluso habían sido dados de baja por la Armada Republicana) no fueron reparados.
- El B-1 sufrió un abordaje en Alicante en 1937 por un barco mercante inglés, que le dobló parte de la superestructura de proa, quedando desde entonces arrumbado hasta el final de la guerra, después de la cual se le usó como buque blanco para prácticas de tiro.

- El B2 fue mandado durante parte de la guerra por un oficial ruso que usaba el seudónimo de "Tomás Asensio". Al finalizar la contienda, se hallaba semihundido en Cartagena. Después de ser reflotado, se utilizó durante un tiempo como Escuela Naval de Mecánicos de Ferrol, y a partir de 1948 como “central eléctrica flotante”, hasta 1951 cuando fue vendido para desguace, que no llegó a producirse al hundirse durante una tempestad cuando se rompieron los cables de remolque mientras era trasladado de Ferrol a Avilés para su desguace.[1][2]

- El B-3 fue abordado por el buque noruego "Frank" a primeros de octubre de 1937. Al final de la contienda, se hallaba semihundido en Cartagena, siendo puesto a flote y desguazado.[3] Fue dado de baja dos veces:
  - El 2 de enero de 1937 por la Segunda República Española.
  - Por la Armada por Orden Ministerial de 8 de junio de 1940.

- El B-4 sufrió un bombardeo aéreo en Málaga en 1937, a consecuencia del cual fue dado de baja por la Armada Republicana el 15 de marzo de 1937. Su casco se encontraba semihundido en Cartagena, siendo puesto a flote en 1939 y dado de baja por la Armada por Orden Ministerial de 31 de julio de 1941.

- El B-5 desapareció en torno al 15 de abril de 1937 cerca de Estepona por causas desconocidas, existiendo las siguientes hipótesis sobre su desaparición:
  - Sabotaje: debido a que el comité político del barco (que era quien realmente ejercía el mando del buque) informó al regresar de su penúltima patrulla que la dotación creía que el comandante había intentado hundir el submarino. Los submarinos clase B tenían un pulsador portátil de un timbre, que unía por un grueso cable el puente con la cámara de mando. El oficial que estuviese en el puente, caso de hacer inmersión de emergencia, tocaba ese timbre, comenzándose en la cámara los preparativos, bajando acto seguido desde el puente el oficial con el timbre y cerrando la escotilla. En la ocasión aludida, el comandante no bajó el timbre, sino que éste quedó enganchado en el puente y el cable impidió cerrar la escotilla al empezar a sumergirse, por lo que comenzó a entrar agua, teniendo que salir soplando los lastres. Esta teoría se apoya además en el hecho de que su comandante, el capitán de Corbeta Carlos de Barreda Terry, fue rehabilitado por el régimen franquista tras finalizar la guerra.
  - Avería: posteriormente apareció un informe en el que se señalaba que, en una prueba efectuada poco antes de su última salida, el B-5 hacía agua a una profundidad de 15 m.
  - Ataque aéreo: un hidroavión de la Marina sublevada atacó a un submarino con bombas y cargas de profundidad en aguas de Estepona (Málaga) el citado 15 de abril (su último avistamiento). El submarino hizo inmersión al ser avistado, y los pilotos no pudieron observar el resultado de sus lanzamientos.

- El B-6 fue hundido el 19 de septiembre de 1936 al entablar combate en superficie mediante fuego de artillería con el remolcador armado Galicia, al que posteriormente se unieron otro remolcador armado, el Ciriza, y el destructor Velasco. Este último impactó sobre el casco del submarino varios proyectiles, y la dotación se rindió, recogiendo el Velasco a 36 náufragos del B-6, que se hundió de popa en aguas del cabo de Peñas.

## Unidades de la Clase B
| Nombre | Año de botadura | Finalización de servicio | Causa    | Observaciones                                 |
| ------ | --------------- | ------------------------ | -------- | --------------------------------------------- |
| B-1    | 1922            | 1940                     | Hundido  | como blanco naval                             |
| B-2    | 1922            | 1951                     | Hundido  | mientras era remolcado a su lugar de desguace |
| B-3    | 1922            | 1940                     | Retirado | Desguazado                                    |
| B-4    | 1923            | 1941                     | Retirado | Desguazado                                    |
| B-5    | 1925            | 1936                     | Hundido  | frente a Estepona                             |
| B-6    | 1926            | 1936                     | Hundido  | por el destructor Velasco                     |